# Uwe Jens Krafft
Uwe Jens Krafft (... – 12 dicembre 1929) è stato un regista, attore, aiuto regista, sceneggiatore, scenografo tedesco del cinema muto.

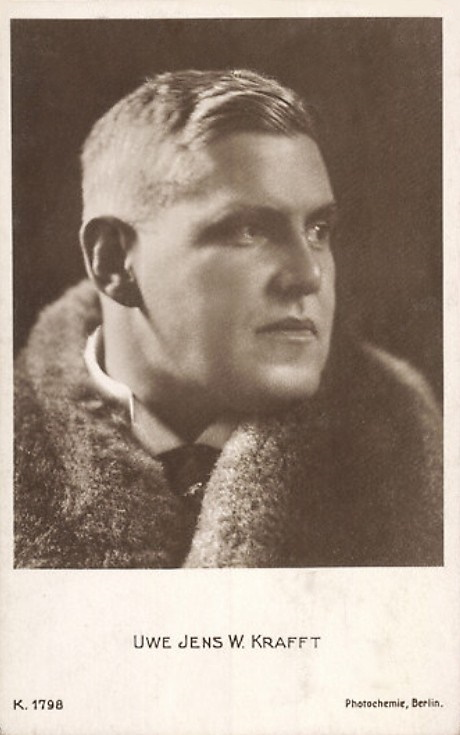

Firmò la sua prima regia nel 1917 con La sposa circassa, un film diretto in collaborazione con Joe May.

## Filmografia

### Regista
- La sposa circassa (Die Kaukasierin), co-regia di Joe May (1917)
- Sein bester Freund (1918)
- Fünf Minuten zu spät (1918)
- Das Buch Esther, co-regia di Ernst Reicher (1919)
- Die Okarina (1919)
- Die schwarze Marion (1919)
- Il re Makomba (Die Herrin der Welt 4. Teil - König Macombe), co-regia di Joseph Klein (1919)
- Albert hat Prokura (1919)
- Ophir, la città del passato (Die Herrin der Welt 5. Teil - Ophir, die Stadt der Vergangenheit)) (1920)
- La miliardaria (Die Herrin der Welt 6. Teil - Die Frau mit den Millionarden) (1920)
- Der Amönenhof (1920)
- Die Trommeln Asiens (1921)
- Junge Mama, co-regia di Joe May (1921)
- Die Nacht der Einbrecher (1921)
- Maciste und die Javanerin (1922)
- Der Tiger des Zirkus Farini (1923)
- Az egyhuszasos lány (1923)
- Schneeschuhbanditen (1928)
- Leier und Schwert (1930)